# Exobasidium woronichinii
Exobasidium woronichinii är en svampart som beskrevs av Nagao 2004. Exobasidium woronichinii ingår i släktet Exobasidium och familjen Exobasidiaceae.   Inga underarter finns listade i Catalogue of Life.